# رون (سلسلة جبال)

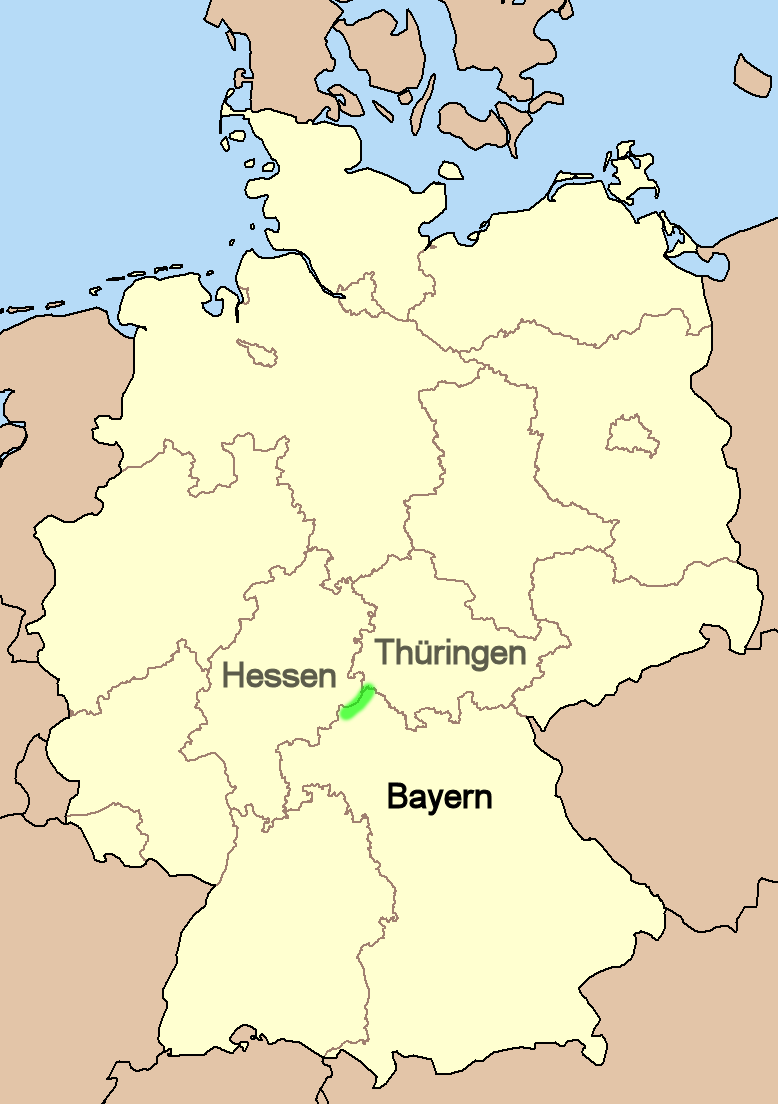
جبال الرون

جبال الرون Rhön هي سلسلة جبال متوسطة الارتفاع تقع في وسط ألمانيا في ولايات ثلاث هي هسن وبافاريا وتورغن. تكونت نتيجة نشاط بركاني ويفصل نهر الفولدا وواديه بينها وبين جبال فوجلسبرج.